# Mount Lyell (Kalifornien)
Der Mount Lyell ist ein 3999 m hoher Berg in der Sierra Nevada im Bundesstaat Kalifornien der Vereinigten Staaten. Er liegt auf der Grenze zwischen Tuolumne County und Madera County im Yosemite-Nationalpark und bildet dessen höchste Erhebung.
Der Berg stellt außerdem die höchste Erhebung des Tuolumne County dar. Er ist nach dem Geologen Charles Lyell benannt und wurde im August 1871 erstbestiegen. An der Nordflanke liegt der Lyell-Gletscher, der größte Gletscher im Yosemite-Nationalpark.

## Umgebung
Gipfel in der Umgebung sind der Mount Maclure im Nordwesten, der Rodgers Peak im Südosten, der Electra Peak im Süden und der Mount Ansel Adams im Südwesten. Die Dominanz beträgt 8,42 km, der Berg ist also die höchste Erhebung im Umkreis von 8,42 km. Er wird überragt von dem südöstlich liegenden Mount Ritter.